# Hans Müller (Physiker)
Hans Müller (* 27. Oktober 1900 in Amriswil, Thurgau; † 10. Juni 1965 in Belmont, Massachusetts) war ein schweizerisch-amerikanischer Physiker und Professor am Massachusetts Institute of Technology (MIT).
Er ist vor allem für die Einführung der nach ihm benannten Müller-Matrix bekannt, mit deren Hilfe sich ein beliebiger Polarisationszustand von Licht – beschrieben durch den Stokes-Vektor – in einen anderen Zustand überführen lässt. Analog zum Jones-Formalismus für vollständig polarisiertes Licht, wird die mathematische Beschreibung aus Stokes-Vektor und Müller-Matrix auch als Müller-Formalismus bezeichnet; im Englischen findet man häufig auch den Begriff Stokes—Mueller calculus oder Stokes—Mueller formalism (dt. Stokes-Müller-Formalismus).

## Leben und Werk
Hans Müller wurde im Jahr 1900 als Sohn des Bauern Ernst Müller und Mathilde Müller (geborene Meier) im Schweizer Dorf Amriswil im Kanton Thurgau geboren. Nach seinen ersten Schuljahren in Amriswil ging er 1916 an eine weiterführende Schule in Frauenfeld, wo er 1919 sein Reifezeugnis erhielt. Anschließend begann er ein Lehramtsstudium der Naturwissenschaften und Mathematik an der Eidgenössischen Technischen Hochschule (ETH) in Zürich.
Nach seinem Abschluss mit einem Diplom im Jahr 1923 arbeitete er zunächst zwei Jahre als Doktorand für den späteren Nobelpreisträger Peter Debye und für Paul Scherrer. Anfang 1925 begleitete Müller Debye auf einer Reise in die USA an das Massachusetts Institute of Technology (MIT). Müller kehrte jedoch von dieser Reise nicht mehr in die Schweiz zurück, da er eine Stelle als wissenschaftlicher Mitarbeiter an der Physik-Fakultät des MIT annahm. Parallel zu seiner Tätigkeit am MIT arbeitete Müller weiter an seiner Dissertation, die er unter dem Titel „Zur Theorie der elektrischen Ladung und der Koagulation der Kolloide“ an der ETH einreichte. Nach seiner Promotion wurde er zum Assistant Professor und 1935 zum Associate Professor befördert. 1942 wurde er Full Professor (ordentlicher Professor). 1936 wurde er Fellow der American Physical Society.
Während seiner Zeit am MIT, die durch eine kurze Zeit als Guggenheim Fellow am Cavendish Laboratory von 1937 bis 1938 unterbrochen wurde, arbeitete Müller weiter im Bereich der Kolloide. Er beschäftigte sich aber auch mit den dielektrischen und optischen Eigenschaften von Kristallen und untersuchte den photoelastischen Effekt. Während des Zweiten Weltkriegs war Müller an der Erarbeitung einer Standardisierung für humane Serumalbumin-Lösungen durch Lichtstreuung beteiligt. Diese Tätigkeit spielte eine wichtige Rolle bei der Entwicklung der nach ihm benannten Matrix (Müller-Matrix) im Jahr 1943. 1949 wurde er in die American Academy of Arts and Sciences gewählt.
Hans Mueller starb unerwartet am 10. Juni 1965 in seinem Haus in Belmont, Massachusetts. Er hinterließ seine Frau Inez und eine Tochter.